# 乙毘沙鉢羅葉護可汗
乙毘沙鉢羅葉護可汗（Irbis ïšbara yabγu qaγan、呉音：おちびしゃはちらようごかがん、漢音：いつひさはつらようこかがん、拼音：Yǐpíshābōluóyèhù kĕhàn、? - 641年）は、西突厥の可汗。沙鉢羅咥利失可汗（イシュバラ・テリシュ・カガン）の弟の伽那設（カーナー・シャド Kānā Šad）の子。乙毘沙鉢羅葉護可汗（イルビ・イシュバラ・ヤブグ・カガン）というのは可汗号で、姓は阿史那氏、名は不明。薄布特勤（『新唐書』では畢賀咄葉護）というのは官名である。

## 生涯
貞観13年（639年）、沙鉢羅咥利失可汗配下の吐屯俟利発（トゥドゥンイルテベル：官名）が乙毘咄陸可汗（イルビ・テュルク・カガン）と密通し造反したので、沙鉢羅咥利失可汗は抜汗那（フェルガナ）国に逃れたが死去した。国人はその子を立てて乙屈利失乙毘可汗としたが、貞観14年（640年）になって死去した。そこで、弩失畢部の酋帥は沙鉢羅咥利失可汗の弟の伽那設（カーナー・シャド：官名）の子である薄布特勤（畢賀咄葉護）を迎えて、乙毘沙鉢羅葉護可汗とした。
乙毘沙鉢羅葉護可汗は、碎葉水（スイアブ川）の北に可汗庭（首都）を建て、これを南庭とした。東は伊麗河（イリ川）をもって境界とし、亀茲国・鄯善国・且末国・吐火羅国・焉耆国・石国・史国・何国・穆国・康国から節度を受けた。乙毘沙鉢羅葉護可汗はしきりに唐へ遣使を送って朝貢し、太宗は璽書を下して慰勉してやった。
貞観15年（641年）、太宗は左領軍将軍の張大師に命じて乙毘沙鉢羅葉護可汗に鼓纛を賜わせた。この頃西突厥では、乙毘沙鉢羅葉護可汗と乙毘咄陸可汗が頻繁に攻撃し合っていたので、太宗は乙毘咄陸可汗が遣使を送って宮闕に詣でて来た時に、和睦するよう説得した。この時の乙毘咄陸可汗の兵衆は次第に強盛となっていったので、西域諸国はふたたびこれに帰服した。しばらくして、乙毘咄陸可汗は石国に吐屯（トゥドゥン：官名）を派遣して、乙毘沙鉢羅葉護可汗を攻撃させた。乙毘沙鉢羅葉護可汗は捕えられ、乙毘咄陸可汗のもとへ送られて殺された。

## 参考資料
- 『旧唐書』（列伝第百四十四下 突厥下）
- 『新唐書』（列伝百四十下 西突厥）
- 佐口透・山田信夫・護雅夫訳注『騎馬民族誌２正史北狄伝』（1972年、平凡社）
- 内藤みどり『西突厥史の研究』（1988年、早稲田大学出版部、ISBN 4657882155）